# Хидън Хилс (град, Калифорния)
Хидън Хилс (на английски: Hidden Hills) е град в окръг Лос Анджелис, щата Калифорния, САЩ. Хидън Хилс е с население от 1875 жители (2000) и обща площ от 4,28 km². Намира се на 328 m надморска височина. ЗИП кодовете му са 91302, а телефонният му код е 818.